# 暖暖壺穴

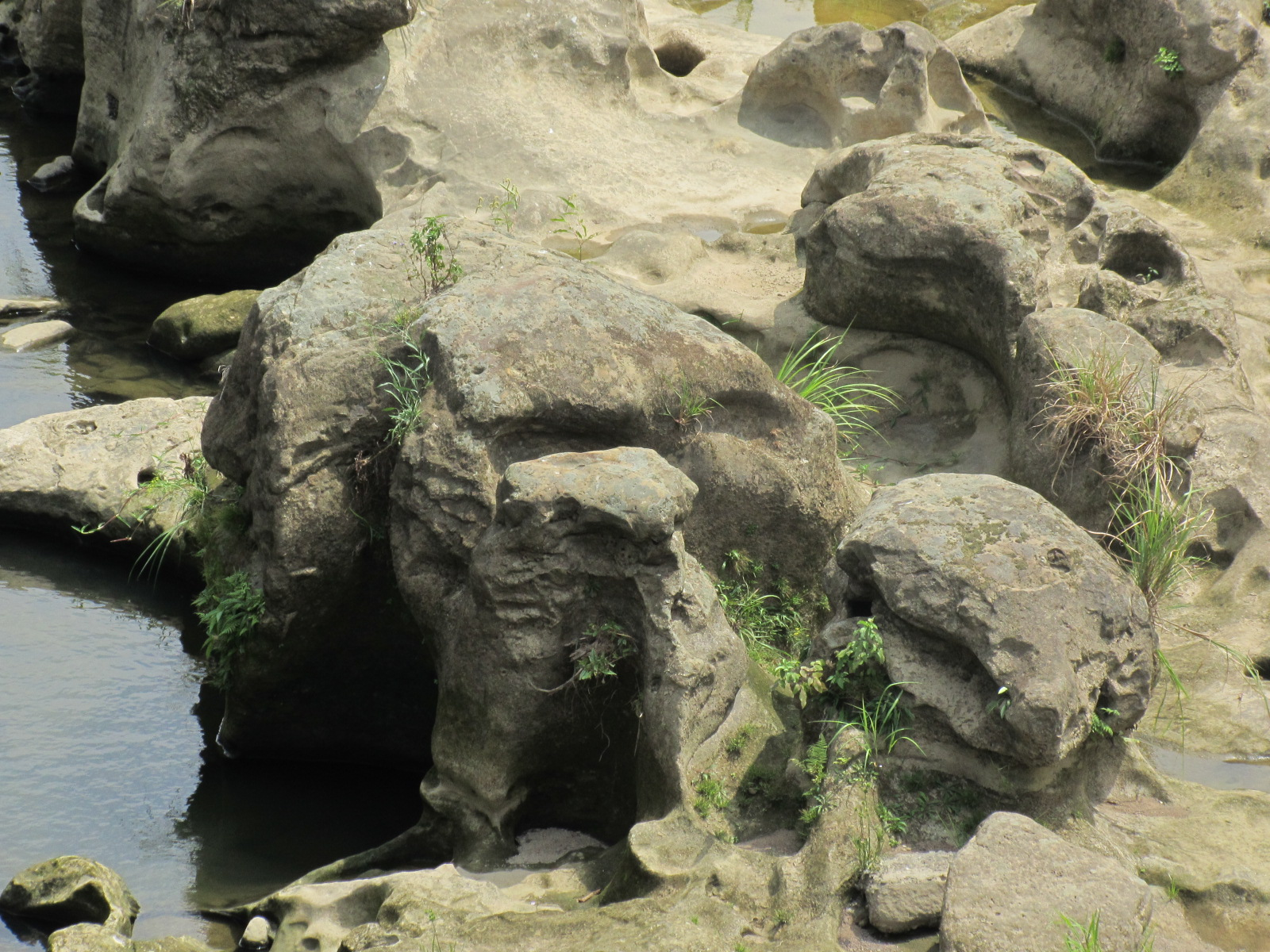
暖暖壺穴

暖暖壺穴為基隆河中游之壺穴地形，壺穴主要集中在暖江橋以東的地區，具有多樣型態的壺穴，但規模與分布範圍較大華壺穴小。

## 地質
暖暖壺穴岩性乃厚層細粒石灰質砂岩夾薄層泥，屬南港層，砂岩內可見生痕化石。

## 成因
河床上的壺穴形成的原因為河流侵蝕原本凹凸不平的河床基盤岩石，水流通過凹處形成漩渦。然後河水挾帶的砂礫石順著此漩渦與凹洞對岩性堅硬的坑洞渦蝕（evorsion），久而久之，不斷地擴大最後形成壺穴。
暖暖壺穴於2014年1月20日，由經濟部依《地質法》公告為「地質遺跡地質敏感區」。